# Embaràs múltiple

Formació dels diversos tipus de bessons

Un embaràs múltiple pot ser el resultat de la fecundació d'un únic òvul que després es divideix per crear fetus idèntics, o pot ser el resultat de la fecundació de múltiples òvuls que creen fetus fraterns o pot ser una combinació d'aquests factors. Un embaràs múltiple d'un sol òvul fecundat (zigot) s'anomena monozigòtic, de dos zigots es diu dizigòtic, o de tres o més zigots s'anomena polizigòtic. De la mateixa manera, els germans mateixos de part múltiple es poden denominar monozigòtics si són idèntics o polzigòtic si són fraterns.
Un naixement múltiple és la culminació d'un embaràs múltiple, amb dos o més fills. El terme també és aplicable a espècies vertebrades, els naixements múltiples es produeixen en la majoria de mamífers, amb diferents freqüències. Aquests naixements s'anomenen sovint segons el nombre de fills, com en bessons i trigèmins. En no humans, a tot el grup també es pot denominar una ventrada (o ventregada), i els naixements múltiples poden ser més freqüents que els naixements simples. Els naixements múltiples en humans són l'excepció i poden ser excepcionalment rars en els mamífers més grans.